# Antônio Vale Caldre Fião
José Antônio do Vale Caldre e Fião (Porto Alegre, 15 de outubro de 1821 — 30 de março de 1876) foi um escritor, jornalista, político, médico e professor brasileiro. É considerado o patriarca da literatura gaúcha.

## Biografia
Caldre e Fião exercia a profissão de boticário em Porto Alegre, mas mudou-se para o Rio de Janeiro durante a Guerra dos Farrapos, onde exerceu o magistério, ensinando francês, italiano, latim, filosofia e ciências naturais no Colégio Estrela. É provável que tenha se mudado com o objetivo de estudar medicina, pois frequentou a Faculdade de Medicina do Rio de Janeiro e estudou homeopatia, tendo abandonado a carreira de professor. Foi membro do Instituto Homeopático do Brasil.
Dedicou-se intensamente ao abolicionismo, fundando e dirigindo o jornal O Filantropo entre 1849 e 1851. Foi membro da Sociedade contra o Tráfico de Africanos e Promotora da Colonização e Civilização dos Indígenas, da qual foi um dos fundadores em 1850. Por causa de seus ideais, Caldre e Fião foi perseguido e ameaçado.
Retornou ao Rio Grande do Sul em 1852, após obter seu diploma de médico, onde foi um dos fundadores da Sociedade Partenon Literário e seu presidente. Foi também deputado geral, pelo Partido Liberal-Progressista, em 1855, e tornou-se membro do Instituto de História e Geografia da Província de São Pedro.
No Rio Grande do Sul, estabeleceu-se numa chácara em São Leopoldo, onde, enquanto sua esposa dava abrigo aos filhos de escravas libertados pela Lei do Ventre Livre e abandonadas pelos senhores de suas mães escravas, ele dava prioridade à medicina e à política partidária, deixando em segundo plano a literatura. Em 1866, Caldre e Fião destacou-se no combate à epidemia de cólera.

## Obras
- Elementos de Farmácia Homeopática, 1846;
- A Divina Pastora, romance, 1847;[1]
- Elogio Dramático ao Faustosíssimo Batizado do Príncipe Imperial D. Pedro, poesia, 1848;
- Imerisa, romance, 1848;
- O Corsário, romance, 1849;[1]